# Бриньоле-Сале, Джованни Франческо
Джованни Франческо Бриньоле Сале (итал. Giovanni Francesco Brignole Sale; Генуя, 1582 — Генуя, 1637) — дож Генуэзской республики.

## Биография
Сын маркиза Антонио Бриньоле и Магдалены Сале, родился в Генуе в период около 1582 года. От своей матери он унаследовал фамилию Сале, что привело к образованию благородной семьи Бриньоле Сале, впоследствии прославленных благотворителей Генуи. Согласно историческим источникам, Джан Фраческо провела первые годы жизни и подростковый возраст вдалеке от Генуи, в имении Гропполи, Тоскана.
В Геную он вернулся, предположительно, с достижением совершеннолетия и после этого служил на различных должностях, в частности, посла республики при дворах Мантуи, Австрии и Святого Престола. В 1633 году он получил назначение в один из генуэзских магистратов. Через два года он был избран Большым советом на пост дожа, 102-го в республиканской истории.
Был женат на Джерониме Сале, единственной дочери Джулио Сале, маркиза Гропполи, которая унаследовала огромное состояние. Потомками Джан Франческо были будущие дожи Джанфранческо Бриньоле Сале II и Родольфо Джулио Бриньоле Сале, многие видные деятели в истории Генуи и французского двора.

### Правление
В течение двух лет своего правления Джан Франческо предпочитал - несмотря на недавние экономико-политические соглашения своего предшественника, Джованни Стефано Дориа, с Францией, - вести политику беспристрастности, нейтралитета и лавирования между интересами Франции и Испании. Он также начал переговоры о покупке некоторых владений, первоначально принадлежавших семьям Спинола и Дориа.
Одним из главных достижений Бриньоле было то, что во время его пребывания в должности он не только смог обеспечить независимость Генуи от великих европейских держав, но существенно трансформировал герцогский титул. Так, он стал королём Корсики, таким образом, приобретя тот же статус, что и другие европейские государи, а также более высокий авторитет, чем просто герцог.
Джан Франческо был последним дожем, коронованным герцогской короной: его преемники будут короноваться в соответствии с новыми атрибутами в соответствии с титулом короля. Другим важным изменением стало преобразование слоя генуэзских патрициев. Дож установил, что каждый патриций мог быть избран дожем.
Вскоре после истечения мандата Бриньоле умер в 1637 году. Его тело было погребено в церкви Санта-Мария-ди-Кастелло.